# Bellator 55
 Bellator LV  foi um evento de artes marciais mistas organizado pelo Bellator Fighting Championships, ocorrido em 22 de outubro de 2011 no Cocopah Resorts and Casino em Yuma, Arizona. O evento foi transmitido ao vivo na MTV2.

## Background
O evento contou com as semifinais do Torneio de Galos da Quinta Temporada.
O Campeão Meio Pesado do Bellator Christian M'Pumbu enfrentou Travis Wiuff em uma luta não válida pelo título. M'Pumbu foi o primeiro Campeão do Bellator à perder em uma luta não válida pelo título.
Apesar de perder por decisão dividida, o participante do evento principal Marcos Galvão foi premiado com o bônus de vitória.
O evento acumulou aproximadamente 168,000 telespectadores na MTV2.